# Siebnen
Siebnen est un village de Suisse.

## Geographie

Photo aérienne (1953)

Situé dans le district de March du canton de Schwytz, le village présente la particularité d'être localisé sur le territoire de trois communes : Wangen, Schübelbach et Galgenen.

## Source
- (de) Cet article est partiellement ou en totalité issu de l’article de Wikipédia en allemand intitulé « Siebnen » (voir la liste des auteurs).